# أبدا راح أقول (أغنية)

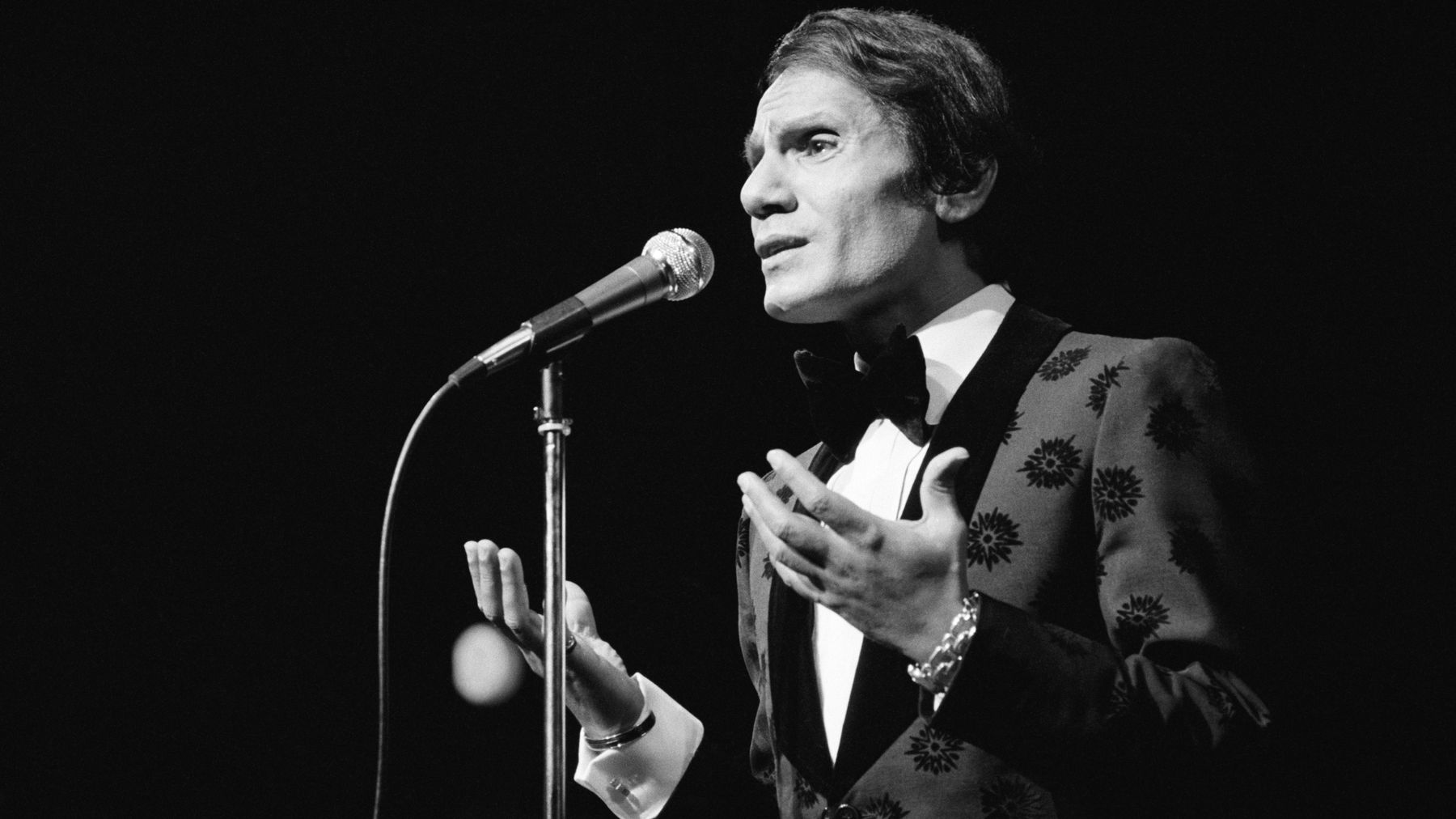

أبدا راح أقول (لها عنوان آخر: بتقولي ايه خلاني أحبك) أغنية للمغني المصري المعروف عبد الحليم حافظ (21 يونيو 1929 - 30 مارس 1977) من مواليد قرية الحلوات بمحافظة الشرقية، مصر. أجيز في الإذاعة المصرية عام 1951. الأغنية من ألحان وتوزيع حسين جنيد، والكلمات للشاعر أحمد حلمي. الأغنية من مقام العجم وحضور متميز للأكورديون وآلات الإيقاع مع كورال نسائي/ رجالي، وصدرت للإذاعة المصرية في 31 مارس 1954.

## عبد الحليم حافظ
قام بأداء هذه الأغنية عام 1954 (كان في الخامسة والعشرين من العمر) وبعد حصوله على دبلوم المعهد العالي للموسيقى العربية عام 1948، وعمل لمدة أربعة سنوات مدرساً للموسيقى بطنطا ثم الزقازيق وأخيرا بالقاهرة، ثم يستقيل ليلتحق بفرقة الإذاعة الموسيقية عازفا على آلة الأوبوا عام 1950.

## الملحن حسين جنيد
من مواليد الإسكندرية 10 نوفمبر 1918، وتوفي بالقاهرة 15 نوفمبر 1990. اسمه بالكامل حسين صلاح الدين عبد الحميد جنيد، ولد في مدينة الإسكندرية وتعلم الكمان على يد معلمين إيطاليين. حصل على البكالوريا من مدرسة الليسيه في عام 1936، ثم التحق بمعهد فيردي للموسيقى بمدينة الإسكندرية، وكون فرقة باسمه عام 1940، ثم اشترك في أوركسترا سيمفوني عازفًا للكمان. عين قائدًا للكورال بالمسرح الغنائي في عام 1962، وقائدًا للأوركسترا في عام 1970، وقائد فرقة أم كلثوم للموسيقى العربية منذ 1972. توفى وهو على خشبة المسرح في عام 1990. قام بتلحين «أبدا راح أقول» لعبد الحليم حافظ، ثم لحن له أغنية أول أفلامه «لحن الوفاء» التي اشتركت معه شادية في غنائها «إحتار خيالي» من كلمات الشاعر محمد علي أحمد.

## الشاعر الغنائي أحمد حلمي
شاعر مصري من مواليد 1921، من أشهر أغانيه: «يا بايع في الغرام ودي» غناء هدى سلطان و«صوتك الساحر» غناء عائشة حسن.

## كلمات الأغنية
بتقولي لي ايه خلاني احبك
فكرك ح اخبي وأحير قلبك
أبدا راح أقول
قلبك عليا دنيا حنان
مالهاش بداية ولا نهاية
مهما افتكر دنيا الاشجان
انساها وأنت في دنيايا
وازاي أعيش في الدنيا وحيد
وأنا معاك في غرامي سعيد
أبدا راح أقول
صورت لك حبي أغاني
توهب لها كل حنانك
والكلمة تبقى على لساني
وتبقى برضه على لسانك
وازاي أعيش في الدنيا وحيد
وأنا معاك في غرامي سعيد
أبدا راح أقول
دايما تجيني في مواعيدي
والبسمة والاشواق سابقاك
واحس دايما بوجودي
سعيد وجودي في دنيا هواك
وازاي أعيش في الدنيا وحيد
وأنا معاك في غرامي سعيد
أبدا راح أقول

## وصلات خارجية
https://www.youtube.com/watch?v=yjOjEMRqlFc أبدا راح أقول (أغنية) 
https://www.youtube.com/watch?v=NJPcDJx8d7I أبدا راح أقول (أغنية) 